# 壽城市場站
壽城市場站（：／ Suseong-sijang yeok */?）是大邱地鐵3號線沿線的一座高架車站，位於韓國大邱廣域市壽城區壽城洞2街。

## 車站結構
站體為2面2線側式月台的高架車站，候車月台設有半高式月台門，並有4處出口。

### 月台配置
| 大鳳橋 ↑         |
| \| 上            |
| ↓ 壽城區民運動場 |

| 月台 | 路線               | 目的地                             |
| ---- | ------------------ | ---------------------------------- |
| 上行 | ●大邱都市鐵道3號線 | 大鳳橋、西門市場、漆谷慶大醫院方向 |
| 下行 | ●大邱都市鐵道3號線 | 壽城區民運動場、兒童會館、龍池方向 |

## 歷史
- 2015年4月23日：開通使用。

## 車站周邊
- 大邱市教育廳
- 大邱東中學
- 大邱城東初等學校
- 大邱東星初等學校
- 壽城市場
- 太白市場
- 壽城2、3街洞居民中心

## 圖片

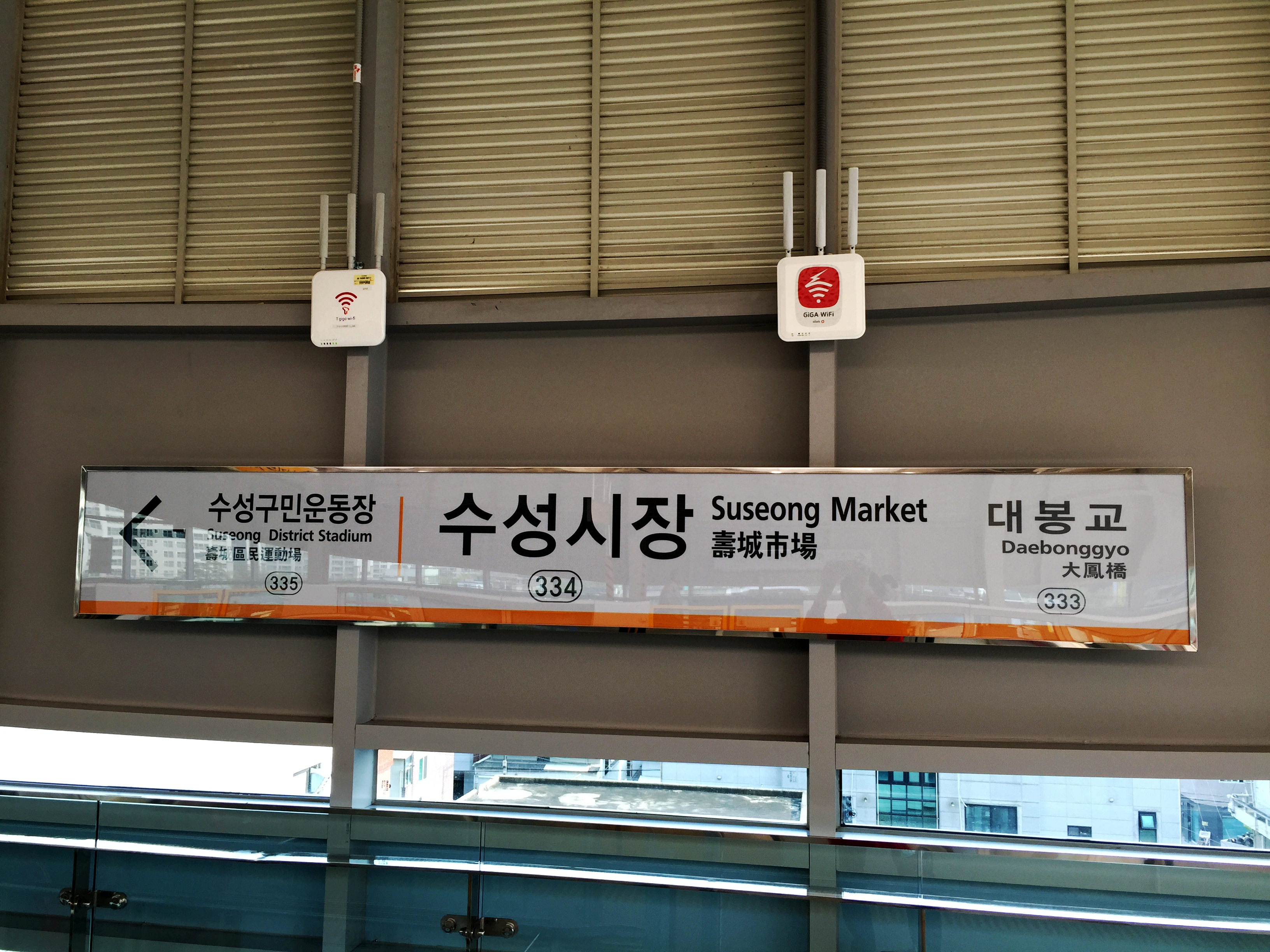
站名牌
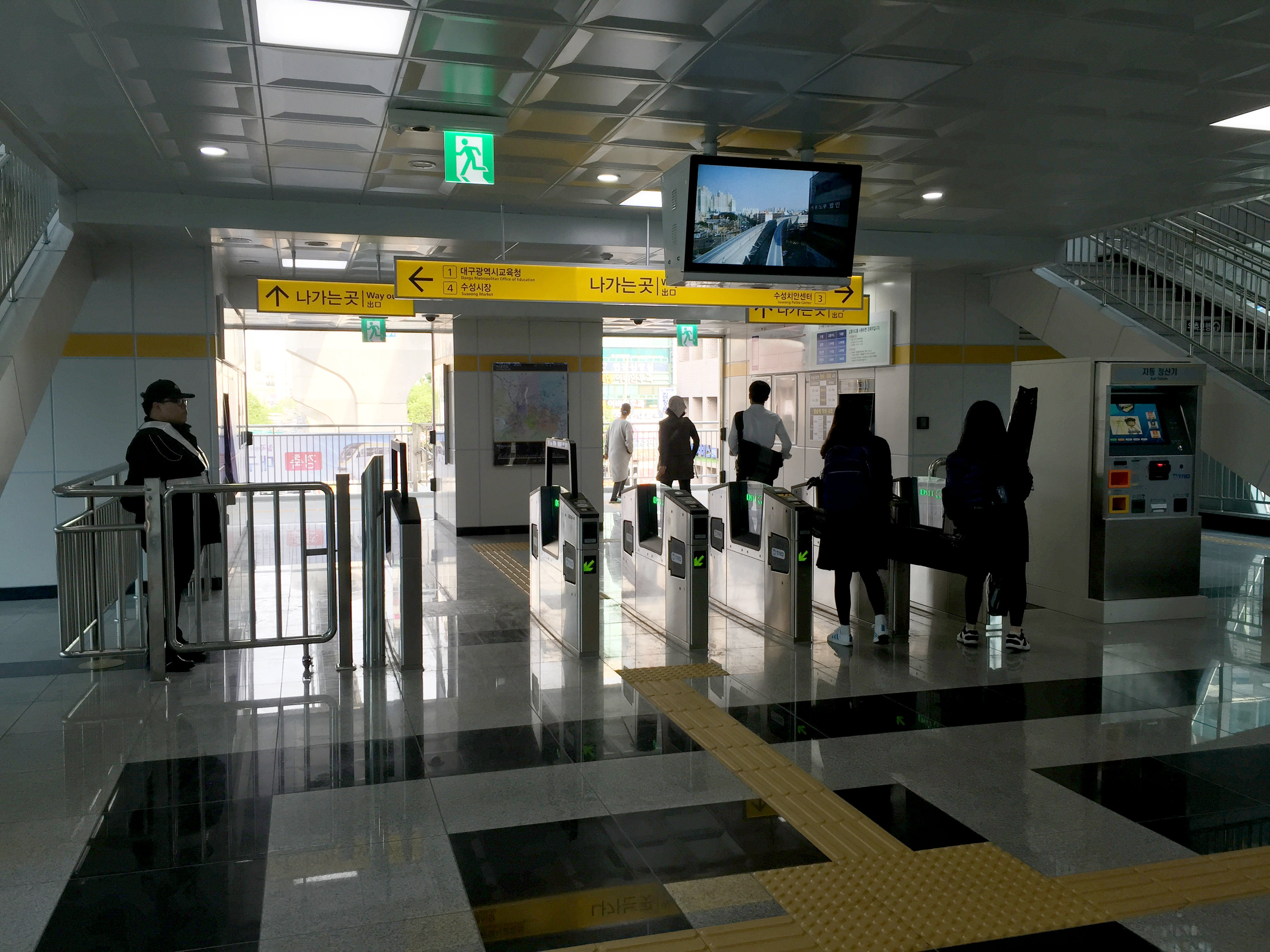
剪票閘口
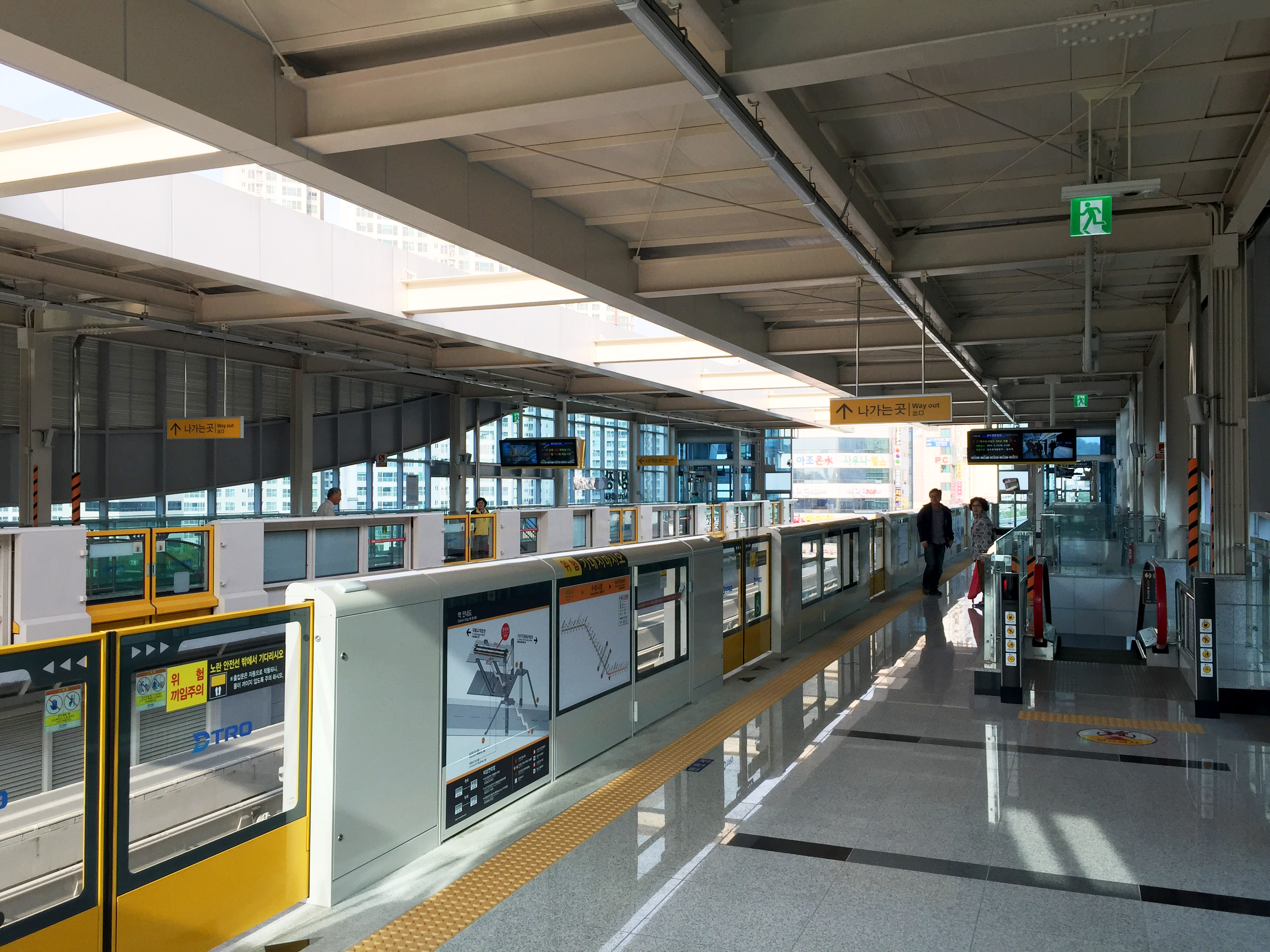
候車月台

## 相鄰車站
大邱都市鐵道公社
●大邱都市鐵道3號線
大鳳橋（333）－壽城市場（334）－壽城區民運動場（335）